# Lost Heaven
Lost Heaven (Originaltitel: The Dangerous Lives of Altar Boys) ist ein amerikanischer Spielfilm aus dem Jahr 2002, dessen Handlung auf dem gleichnamigen Roman von Chris Fuhrman basiert.

## Handlung
Der Film schildert die Bemühungen des 14-jährigen Francis, eines Schülers einer katholischen Schule, sich Anfang der 1970er mit seinem besten Freund Tim gegen die Langeweile in der Kleinstadt, die Hormone und die repressive und verständnislose Lehrerin zu behaupten.
Diese, eine Nonne, verwenden sie mit zwei Kumpels als Gegner für ihren eigenen Superhelden-Comic, und sie entwickeln immer neue Ideen, sich durch versteckten Widerstand Freiräume zu schaffen. Als Francis sich in ein psychisch labiles Mädchen verliebt, eskalieren die spielerischen Revolten.

### Hintergrund
Die beiden 14-jährigen Jungen verbindet eine enge Freundschaft und sie suchen für sich neue Herausforderungen, die sie aus ihrem tristen Alltag führen. In einer Mutprobe stellen sie sich beispielsweise in den Fallbereich eines Telegrafenmastes, den sie zuvor präpariert haben, nachdem sie zuvor die genaue Position des Aufschlages berechnet haben. Tatsächlich schlägt dieser nur wenige Zentimeter neben ihnen auf. Sie suchen ständig nach weiteren Möglichkeiten, ihre Gefühle ausleben zu können. Sie träumen von der sinnlichen Beziehung zum anderen Geschlecht, etwas, was in ihrem Umfeld zu den absoluten Tabuthemen gehört, denn alles sinnliche Begehren wird von Schwester Assumpta als Sünde angesehen. Sie sieht einzig das Lernen und das Beten für die Schüler als erstrebenswert an und glaubt, sie so auf das Leben vorbereiten zu können.

### Der Konflikt
In ihrem selbstgezeichneten Comic stellen die Jungen Schwester Assumpta als ein Schreckgespenst dar. Pater Casey, der Leiter der Schule, wird von ihnen zwar als toleranter angesehen, aber auch er kann das Vertrauen der Schüler nicht gewinnen. Die Konflikte zwischen Tim, Francis und Assumpta spitzen sich zu, als die Jungen ihre Lehrerin mit anzüglichen Bemerkungen provozieren. Sie fassen daraufhin den Plan sie mit einem lebendigen Puma zu erschrecken. Denn nach Tims Meinung sei selbst der größte Ärger weit besser zu ertragen als die stetige Langeweile in ihrem Leben. Zunächst führen sie ihre Streiche gegenüber der Schwester auf andere Weise fort. So entwenden sie beispielsweise die Stifterfiguren vom Dach der Schule. Francis verliebt sich in die Mitschülerin Margie und tauscht mit ihr erste zärtliche Berührungen aus, was Glücksgefühle in ihm hervorruft. Als Margie ihm jedoch erzählt, dass sie schon einmal mit ihrem eigenen Bruder geschlafen hat, sucht Francis bei Pater Casey Rat. Doch diesem ist das Thema zu heikel und er rät Francis sich auf das Beten des „Vaterunser“ zu besinnen, wenn er wieder einmal in Versuchung geraten sollte. Auch in Tim findet er keinen Ansprechpartner und so bleibt er mit seinen Fragen auf sich allein gestellt. Tim sinnt derweil weiter auf Rache gegenüber Schwester Assumpta. Als Tim Margies Bruder Donny erzählt, dass er von der Beziehung zu seiner Schwester wüsste, wertet Francis dieses als einen schwerwiegenden Vertrauensbruch und es kommt zu einem ernsthaften Zerwürfnis zwischen den beiden.

### Das tragische Ende

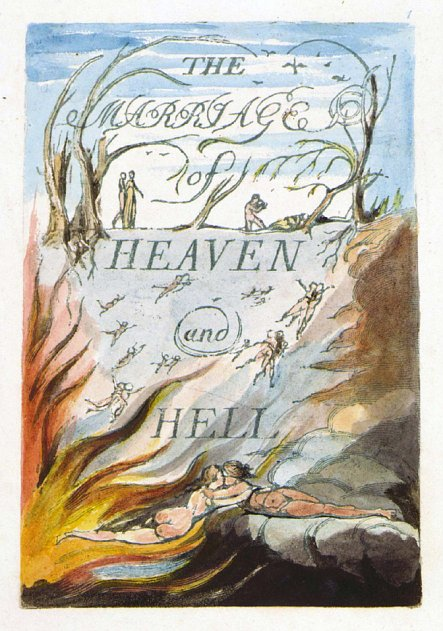
William Blake: The Marriage of Heaven and Hell

Assumpta hat derweil die Comiczeichnungen entdeckt und nimmt diese an sich. Den beiden Jungen droht daraufhin der Ausschluss von der Schule. Francis muss sich wieder mit Tim zusammentun, um dies zu verhindern. Auch seine Beziehung zu Margie scheint zerbrochen zu sein, denn sie nimmt ihren Bruder in Schutz und verteidigt ihn. Tim hat inzwischen einen konkreten Plan bezüglich des Pumas entwickelt, um so durch die Bedrohung mit der Raubkatze aus dem Zoo Assumpta zur Herausgabe des Comics zu bewegen und damit den Beweis für ihr Vergehen zu beseitigen. Doch bei dem Versuch den Puma zu betäuben geschieht ein Unglück. Im Käfig ist ein weiteres Tier, das Tim angreift und ihn tödlich verletzt. Durch diesen Vorfall setzt bei den verbliebenen Beteiligten ein Umdenken ein, so erlaubt Assumpta Francis bei dem Gottesdienst einige Verse von William Blake zu rezitieren. Tim hatte diesen Autor verehrt, während Assumpta dessen Schriften als Gotteslästerung verbannt hatte. Anschließend legen Margie und Francis das Buch The Marriage of Heaven and Hell von Blake an ihrem ehemaligen geheimen Treffpunkt nieder.

## Beschreibung
Die Handlung des Films beruht auf dem Roman The Dangerous Lives of Altar Boys von Chris Fuhrman. Fuhrman greift darin die Gefühle von Heranwachsenden auf und stellt diese den gängigen Wertvorstellungen und Normen der Gesellschaft gegenüber. Das Aufbegehren gegen diese Normen durch die Jugendlichen wird als schmerzlicher, doch notwendiger Prozess angesehen. Erst durch diese Auseinandersetzung entstehen scheinbar die Möglichkeit zu einem toleranten Miteinander zwischen den Generationen. Der Film spiegelt die emotionale Entwicklung der Hauptfigur durch Zeichensequenzen der Superhelden. Gezeichnet wurden sie von Todd McFarlane, dem Schöpfer von Spawn.
Die jungen Darsteller können die vielschichtigen und komplizierten Personengeflechte beeindruckend zum Leben erwecken. Sämtliche Figuren haben alle ihre Schwächen und Verwundungen und bemühen sich verzweifelt, das Richtige zu tun, was ihnen letztlich nicht immer gelingt. Selbst die Lehrerin ist letzten Endes nur ein Mensch, der zu dem modernen Leben der Jugendlichen keinen Zugang findet. Ihre körperliche Behinderung sieht man, ihre psychische ahnt man. Die Jugendlichen dagegen wissen um die Welt außerhalb der Klostermauern und sind deshalb zerrissen zwischen den Werten, die ihnen beigebracht werden und doch so altmodisch erscheinen und einem Leben andererseits, das psychologische Anforderungen an sie stellt, auf die die Klosterschule sie nicht vorbereitet.

## Kritik
„Als Jugendfilm ein Glücksfall, der Geschichten um das innere Erleben erzählt. Durchweg exzellent besetzt, gelingt Jodie Foster als Nonne mit Beinprothese eine Überraschung. Das einfühlsame Erzählen, die hervorragende Kameraarbeit und das stimmige Buch, das Klischees vermeidet, runden die Geschichte ab.“